# John Foster Dulles
John Foster Dulles (n. 25 februarie 1888, Washington, D.C., District of Columbia, SUA – d. 24 mai 1959, Washington, D.C., District of Columbia, SUA) a fost un diplomat american, care a îndeplinit funcția de Secretar de Stat (ministru al Afacerilor Externe) al Statelor Unite ale Americii, de la 21 ianuarie 1953 la 22 aprilie 1959, sub președintele republican Dwight D. Eisenhower.
Geopolitician de renume, el a consacrat noțiunea de respingere (în engleză rollback) a Uniunii Sovietice.

## Familia
John Foster Dulles a fost fratele lui Allen Welsh Dulles, primul director civil al CIA, nepot al lui Robert Lansing (1864-1928), secretar de stat sub președinția lui Woodrow Wilson, precum și nepot la lui John Watson Foster (1836-1917), secretar de stat sub președinția lui Benjamin Harrison. 
John Foster Dulles, născut în Washington, DC, a fost unul din cinci copii și primul fiu născut al ministrului prezbiterian Allen Macy Dulles și al soției sale Edith (n. Foster). Bunicul său patern, John Welsh Dulles, a fost un misionar prezbiterian în India. 
La 26 iunie 1912 s-a căsătorit cu Janet Pomeroy Avery. Din această căsătorie au rezultat doi fii și o fiică. Fiul cel mare, John W. F. Dulles (1913-2008), a fost profesor de istorie la University of Texas de la Austin, iar celălalt fiu, Avery Dulles (1918-2008), convertit la catolicism, a intrat în Societatea lui Isus și a fost primul american care a devenit cardinal. Sora lor a fost Lillias Hinshaw (1914-1987), ministru prezbiterian.

## Studii
John Foster Dulles a studiat la școlile publice din Watertown. Și-a făcut studiile în drept, pentru a deveni avocat. A studiat la universitățile Princeton University (Phi Beta Kappa, 1908), George Washington University și la Sorbona. A ocupat rapid posturi diplomatice și a fost trimis în misiune în Panama, înainte de a participa la Conferința de Pace de la Versailles. Nu a luptat pe fronturile Primului Război Mondial din cauza vederii sale slabe.

## Diplomat
În calitate de Secretar de Stat, a contribuit decisiv la edificarea NATO, precum și la crearea altor tratate, pentru stăvilirea politicii expansioniste a Uniunii Sovietice.
A fost o figură semnificativă în timpul Războiului Rece, promovând o atitudine hotărâtă și intransigentă împotriva comunismului în întreaga lume. El a pledat în favoarea sprijinirii Franței în Războiului din Indochina, împotriva forțelor Viet Minh. Este larg cunoscut zvonul că ar fi refuzat să dea mâna cu premierul comunist chinez Ciu Enlai, la Conferința de la Geneva, în 1954.
În anul 1954, a fost declarat omul anului, de către revista Time.

## Decesul lui John Foster Dulles
John Foster Dulles a decedat în urma unui cancer la colon, cu metastaze, la 24 mai 1959. A fost înmormântat la Arlington National Cemetery.

## Cinstirea memoriei lui John Foster Dulles
- Principalul aeroport care servește capitala S.U.A., Washington, D.C., îi poartă numele: Washington Dulles International Airport.